# 1998 KY26
1998 KY26 (também escrito como 1998 KY26) é um asteroide descoberto a 2 de junho de 1998, pelo projeto Spacewatch e observado até 8 de junho do mesmo ano, quando passou a 8 mil quilômetros da Terra (ligeiramente que o dobro da distância da Lua à Terra). Embora seja um objeto suficientemente pequeno para ser considerado um meteoróide, tendo apenas 10 metros de diâmetro, é considerado o asteroide mais pequeno já descoberto, sendo os corpos celestes mais pequenos que 1998 KY26 considerados meteoróides.

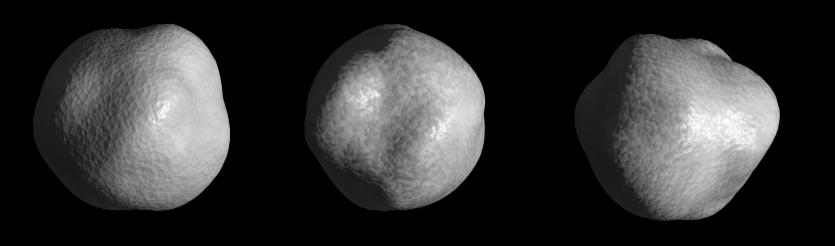
Três vistas do asteróide por um modelo de computador